# Розміщення (екологія)

Типи розміщення особин двох ценопопуляцій рослин: А - дифузне несегриговане (нерозподілене); Б - групове несегриговане; В - групове сегриговане; Г - групове частково сегриговане; Д - дифузне частково сегриговане; Е - частково згруповане і сегриговане (Грейг-Сміт, 1964)

Розміщення (Раменський, 1929), розподіл, фізіономічний гомогенітет (Сукачев, 1927), суспільність (Braun-Blanquet, 1928), купчастість (Раменський, 1938), візерунок (pattern: Greig-Smith, 1952) - характер розподілу особин і популяцій в біоценозі. Значною мірою залежить від біології видів, зокрема від способу розмноження і розселення, і від умов біоценотичного середовища - рівномірності шару підстилки, гниючого хмизу, некроподіумов. Слід розрізняти дифузне, або рівномірне, групове і плямисте (клони вегетативно рухливих рослин) розміщення. Останнє часто називають контагіозним. Групи і плями різних видів можуть бути сегрегованими і несегригованими причому в структурі головного шару вони грают роль парцелл, другорядного – мікроценоза. Ціла низка безхребетних і хребетних тварин нормально може існувати і мати високу продуктивність тільки при груповому розміщенні («груповий ефект»). Біоценози з дифузним розподілом рослин часто називаються дифузними, а з контагіозним - мозаїчними.
Потрібно мати на увазі, що організми в біоценозах, або ценоекосистемах, розміщені не тільки в одній площині, але в тривимірному просторі, в різних біогоризонтах (лишайники, членистоногі, птахи та інші хребетні). Це стосується і водних екосистем.
Розміщення досліджують як окомірно, так і точнішими методами: проєкцій (з визначенням площ індивідуумів, груп і плям), промірів, зустрічальності, часто із застосуванням математичних методів.